# San’yō-Onoda
San’yō-Onoda (jap. 山陽小野田市 San’yō-Onoda-shi) – miasto w Japonii, leżące nad Morzem Wewnętrznym, na zachodnim krańcu wyspy Honsiu (Honshū).

## Położenie
Miasto leży w zachodniej części prefektury i graniczy z miastami:
- Ube
- Shimonoseki
- Mine

## Miasta partnerskie
- Chichibu